# Риф Маро
Риф Маро́ (англ. Maro Reef, мовою гавайців — Налукакала «прибій розчісує прибульців») — кораловий атол в Тихому океані, належить до Гавайських островів. Розташований за 850 км на північний захід від Гонолулу, що на острові Оаху. Площа рифу приблизно 1 934 км², що робить його найбільшим кораловим рифом на північно-західних Гавайських островах. На рифі мешкає 37 родів коралів (англ. stony coral). 
На відміну від більшості атолів, корали виходять із центру, як спиці на колесі. Риф Маро містить приблизно 1 акр (4000 м2) суші, яка сама може бути занурена під воду залежно від припливів. Деякі вчені вважають, що він «може бути на межі потоплення», оскільки рифи відокремлені і вразливі до сильних штормових хвиль.USNS Mission San Miguel (T-AO-129) сів на риф, рухаючись на повній швидкості та в баласті, і затонув 8 жовтня 1957 року.